# Acta Mathematica

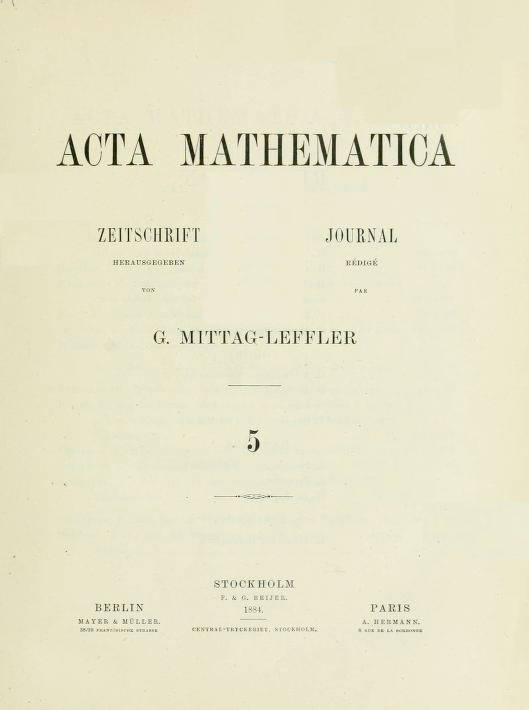
Acta Mathematica, 1884 Titel

Acta Mathematica ist eine englischsprachige mathematische Fachzeitschrift, die Originalarbeiten aus allen Bereichen der Mathematik publiziert. Die Zeitschrift wurde 1882 von Magnus Gösta Mittag-Leffler gegründet und wird vom Mittag-Leffler-Institut, einem Forschungsinstitut für Mathematik der Königlich Schwedischen Akademie der Wissenschaften, herausgegeben.
Gösta Mittag-Leffler, ein Weierstraß-Schüler, der gute Beziehungen sowohl zu deutschen als auch zu französischen Mathematikern hatte (die nach dem Deutsch-Französischen Krieg auch nationalen Spannungen zwischen beiden Staaten unterworfen waren) konnte die Zeitschrift schnell etablieren. Insbesondere räumte er Henri Poincaré viel Publikationsraum in der Zeitschrift ein. Auch skandinavische Mathematiker profitierten vom Ansehen der Zeitschrift.
Von 1884 an war Sofja Wassiljewna Kowalewskaja Mitherausgeberin der Zeitschrift. Damit war Acta Mathematica die erste Fachzeitschrift, an der eine Frau in dieser Form beteiligt war.
Der Impact Factor der Zeitschrift lag 2012 bei 2,714. In der Statistik des ISI Web of Knowledge belegte sie Platz 4 von 295 betrachteten Journals in der Kategorie Mathematik. Im Jahr 2015 belegte sie mit einem Impact Factor von 3,719 den Rang 2 von 312 betrachteten Zeitschriften der Mathematik. Ab dem 1. Januar 2017 werden die Acta Mathematica in elektronischer Form weltweit kostenfrei zur Verfügung stehen. Die Papierausgabe ist weiter erhältlich, wechselt dabei aber den Verlag von Springer zu World Scientific.